# James Whitcomb Riley Hospital for Children
Het James Whitcomb Riley Hospital for Children is een ziekenhuis in de Amerikaanse stad Indianapolis dat zich gespecialiseerd in de zorg voor kinderen. Het ziekenhuis is vernoemd naar dichter James Whitcomb Riley en is onderdeel van de Indiana University School of Medicine.
Het ziekenhuis opende in 1924 zijn deuren en is het grootste kinderziekenhuis in Indiana. Het ziekenhuis heeft 247 bedden en verschaft werk aan 2028 mensen, onder wie 235 personen medisch personeel.